# Ninian Park
Der Ninian Park war ein Fußballstadion in der walisischen Hauptstadt Cardiff. Es wurde 2009 abgerissen.
Die Anlage war bis 2009 Austragungsort der Heimspiele des walisischen Fußballvereins Cardiff City, der derzeit in der englischen zweiten Liga antritt. Seit dem 22. Juli 2009 spielt Cardiff City im neuen Cardiff City Stadium.
Die 1910 errichtete Sportstätte war nach Lord Ninian Crichton-Stuart, einem Sohn von John Patrick Crichton-Stuart, 3. Marquess of Bute, benannt und stand auf einer ehemaligen Mülldeponie. Die Rekordkulisse von 61.556 Zuschauern wurde beim Länderspiel Wales gegen England am 14. Oktober 1961 erreicht. Für Spiele Cardiff Citys liegt der Rekord bei 57.893 Anhängern im Spiel am 22. April 1953 gegen den FC Arsenal.